# Sadliers Crossing
Sadliers Crossing är en del av en befolkad plats i Australien. Den ligger i kommunen Ipswich och delstaten Queensland, omkring 32 kilometer sydväst om delstatshuvudstaden Brisbane. Antalet invånare är 1 075.
Runt Sadliers Crossing är det tätbefolkat, med 383 invånare per kvadratkilometer.. Närmaste större samhälle är Ipswich, nära Sadliers Crossing.
Omgivningarna runt Sadliers Crossing är huvudsakligen savann. Genomsnittlig årsnederbörd är 1 252 millimeter. Den regnigaste månaden är januari, med i genomsnitt 248 mm nederbörd, och den torraste är oktober, med 34 mm nederbörd.